# Provincia de Đồng Nai
Dong Nai (en vietnamita: Đồng Nai) es una de las provincias que conforman la organización territorial de la República Socialista de Vietnam.

## Geografía
ĐồDong Nai se localiza en la región del Sureste (Đông Nam Bộ). La provincia mencionada posee una extensión de territorio que abarca una superficie de 5.894,8 kilómetros cuadrados.

## Demografía
La población de esta división administrativa es de 2.193.400 personas (según las cifras del censo realizado en el año 2005). Estos datos arrojan que la densidad poblacional de esta provincia es de 372,09 habitantes por cada kilómetro cuadrado.

## Economía
Dong Nai es una provincia industrial, que experimentó una fuerte inversión de los inversionistas extranjeros en el transporte marítimo, los productos alimenticios y las industrias manufactureras desde Vietnam se abrieron a la inversión extranjera en la década de 1980.
Esta división administrativa se está modernizando rápidamente, y debido a la proximidad a la Ciudad Hồ Chí Minh, así como una infraestructura relativamente bien desarrollada, el comercio ha prosperado en la provincia. Dong Nai esta ampliamente electrificada, y las redes telefónicas e incluso la conectividad a Internet ADSL está muy extendida en la ciudad de Bien Hoa a partir de enero de 2004. A pesar de que el costo de vida y de trabajo en Vietnam es aún inferior a la de la India y Filipinas, la inversión económica se prevé que seguirá aumentando en esta provincia.
- Datos: Q33271
- Multimedia: Dong Nai / Q33271